# Robert Crippen
Robert Laurel Crippen (* 11. září 1937 Beaumont, Texas, USA) je americký astronaut z programu Apollo a letů s raketoplány. Později se stal manažerem řady institucí a firem.

## Život

### Mládí a výcvik
Na texaské univerzitě University of Texas at Austin ukončil v roce 1960 studium leteckého a kosmonautického inženýrství. Téhož roku absolvoval letecký výcvik u námořnoctva a nastoupil jako stíhací pilot na letadlové lodi Independence,kde sloužil do roku 1964. Pak následovala škola zkušebních pilotů na letecké základně Edwards.

### Kosmonautem
V roce 1966 byl vybrán pro vojenský program MOL, tehdy pod letectvem Spojených států amerických. Po jeho zrušení se roku 1969 stal členem oddílu kosmonautů u NASA. Byl jmenován velitelem Skylab Medical Experiments Altitute Test. Později byl jmenován do záložních posádek Skylab 2, Skylab 3 a Skylab 4 a Sojuz-Apollo. Po ukončení programu Apollo se zacvičil v hodnosti kapitána vojenského námořnictva pro lety na raketoplánech. Oženil se a měl tři děti.

### Lety do vesmíru
V letech 1981–1984 absolvoval čtyři lety na raketoplánech Columbia a Challenger. Byl 102. člověk, který se dostal do vesmíru a strávil v něm 23 dní. Všechny čtyři starty byly na Floridě, mysu Canaveral, Kennedyho vesmírném středisku.

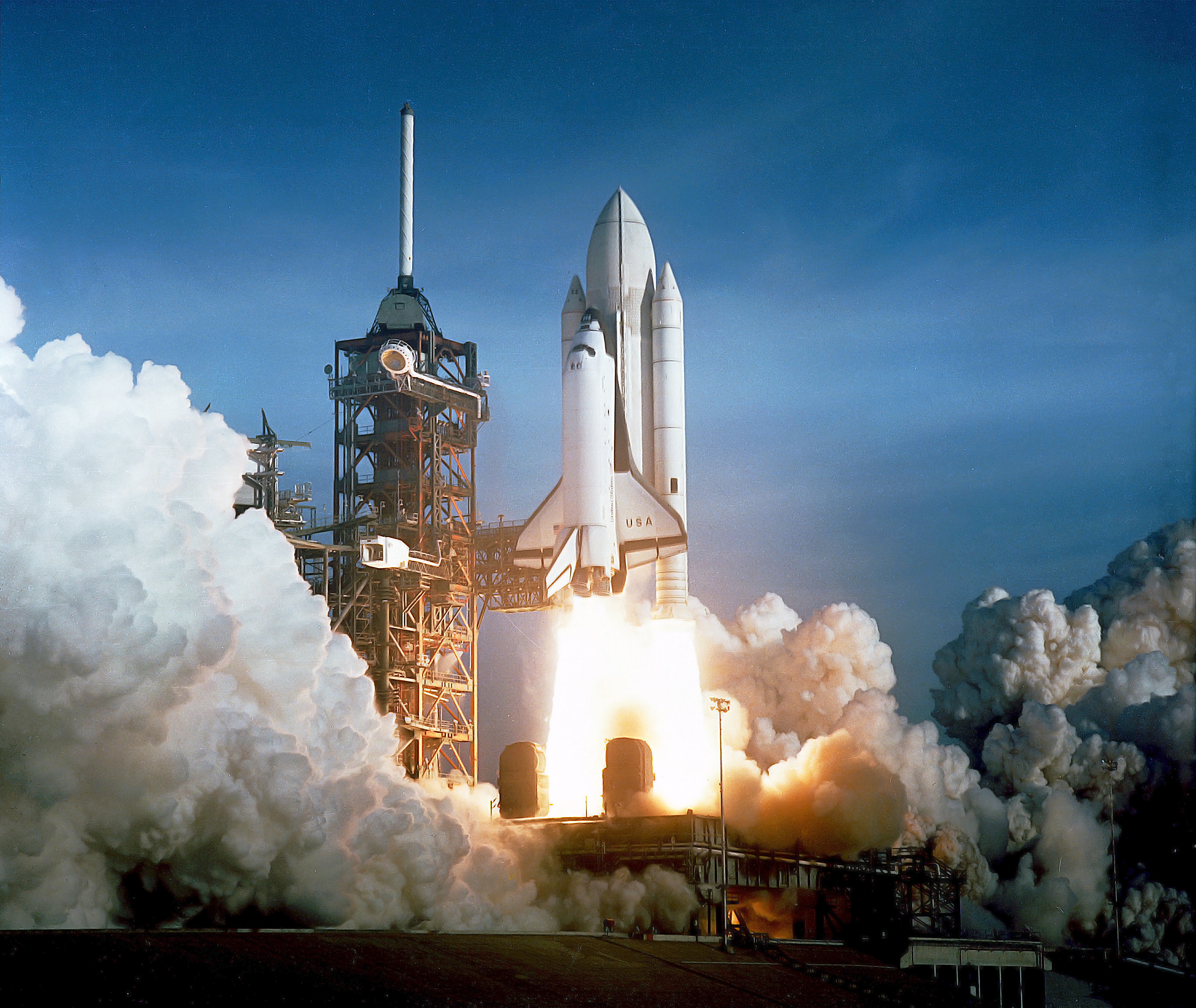
Start mise STS-1 s Johnem Youngem a Robertem Crippenem na palubě

Poprvé letěl v dubnu 1981, přesně 20 let po letu Gagarina, na palubě Columbie. Byl to první, zkušební let raketoplánu, který trval jen dva dny. Přistáli na základně Edwards. Velitelem mu byl zkušený astronaut John Young.
O dva roky později letěl na raketoplánu Challenger již jako kapitán, v posádce měl tři muže (Frederick Hauck, John Fabian, lékař Norman Thagard) a jednu ženu Sally Rideovou. Během letu vypustili dvě družice a jednu zas později několikrát cvičně zachytili a nakonec se s ní vrátili k Zemi, na základnu Edwards.
O rok později odstartoval Crippen jako velitel Challengeru znovu, v posádce letu STS-41-C byl jeho pilot Francis Scobee a tři letoví specialisté George Nelson, Terry Hart a James van Hoften. Z nákladového prostoru raketoplánu vypustili družici LDEF (Long Duration Exposure Facility), pak pomocí manipulátoru RMS (Remote Manipulator System) zachytili poškozenou družici pro výzkum Slunce Solar Maximum Mission (SMM), v nákladovém prostoru raketoplánu ji opravili a funkční vypustili na oběžnou dráhu.
Počtvrté letěl velitel Crippen na Challengeru ještě tentýž rok, tedy 1984. Pro něj to byl poslední let. V posádce STS-41-G bylo šest astrounatů, z nichž dva byli cizinci a dvě ženy (Paul Scully-Power z Austrálie, Marc Garneau z Kanady, Američanky Kathryn Sullivanová a Sally Rideová, dva Američané David Leestma a Jon McBride). Během letu vypustili družici ERBS. Přistáli v pořádku na Floridě.
- STS-1 (12. dubna 1981 – 14. dubna 1981)
- STS-7 (18. června 1983 – 24. června 1983)
- STS-41-C (6. dubna 1984 – 13. dubna 1984)
- STS-41-G (6. října 1984 – 13. října 1984)

### Po ukončení letů
V NASA zůstal řadu let až do roku 1995 v různých řídících funkcích. V letech 1986 až 1989 byl zástupcem ředitele letů raketoplánů na Floridě. Další dva roky byl ředitelem letů ve Washingtonu. Roku 1991 z týmu kosmonautů odešel. V letech 1992 až 1995 byl ředitelem KSC.
Poté odešel do soukromé sféry a stal se viceprezidentem jedné z divizí firmy Lockheed Martin Information Systems. V roce 1999 se stal prezidentem Amerického institutu letectví a kosmonautiky.